# CTK - CiTylinK
CTK - CiTylinK – ghańskie linie lotnicze z siedzibą w Akrze. Głównym węzłem jest port lotniczy Akra.